# Saison 1 de Spenser
Chronologie
Saison 2
Cet article présente les vingt-deux épisodes de la première saison de la série télévisée américaine Spenser (Spenser : For Hire).

## Distribution

### Acteurs principaux
- Robert Urich : Spenser
- Avery Brooks : Hawk
- Ron MacLarty : sergent Frank Belson
- Barbara Stock : Susan Silverman
- Richard Jaeckel : lieutenant Martin Quirk

## Épisodes

### Épisode 1:Terre promise
- États-Unis : 20 septembre 1985 sur ABC

- Geoffrey Lewis (Harry Patterson)
- Donna Mitchell (Pamela Patterson)
- Ruth Britt (Anita Ferrer)
- Chuck Connors (King Powers)

### Épisode 2:Pas de chambre à l'hôtel
- États-Unis : 27 septembre 1985 sur ABC

- Deborah Rush (Angela)
- Lisa Banes (Meghan Farrell)
- Stephen Kipp (Tom Shanley)
- Anthony Heald (le concierge)

### Épisode 3:Le Choix
- États-Unis : 4 octobre 1985 sur ABC

- Patricia Clarkson (Elizabeth Haller)
- Sam Robards (Chip Holmby)
- Joe Seneca (Joe Adams)
- Angela Bassett (Alice Adams)
- George Grizzard (Frank Silverman)
- William H. Macy (Procureur)

### Épisode 4:Les Enfants de la tempête
- États-Unis : 11 octobre 1985 sur ABC

- Noah Moazezi (Rick)
- Judith Tannen (Jenny)
- Chuck Connors (King Powers)
- Lauren Tom (La fiancée du tueur)

### Épisode 5:Pêché originel
- États-Unis : 18 octobre 1985 sur ABC

- Jay O Sanders (Père Crawford)
- Elizabeth Franz (Madame O'Rourke)
- Eddie Jones (Michael O'Rourke)
- Erica Gimpel (Shelley)
- James Eckhouse (Robert Jordan)

### Épisode 6:Désaccord en A Mineur
- États-Unis : 25 octobre 1985 sur ABC

- Paul Shenar (Matthew Lowington)
- Barbara Garrick (Cathy Lowington)
- Patricia Elliott (Edie James)
- Neill Barry (Jimmy Broz)
- Raymond Serra (Joe Broz)
- Jay Thomas (Tony Broz)

### Épisode 7:Le Tueur caché
- États-Unis : 12 novembre 1985 sur ABC

- Nancy Paul (Donna York / Diane York)
- David Allen Brooks (Ed)
- Jon De Vries (Jack Collins / George Garrett)
- Richard Borg (Rolfe)
- Kim Chan (Sam Wu)

### Épisode 8:Les Voleurs de l'automne
- États-Unis : 19 novembre 1985 sur ABC

- Mark Keyloun (Alex St George)
- Alice Haining (Kay Redfield)
- Ron Frazier (Banker)
- Will Lyman (Capitaine Ben Morrison)
- Alfred Drake (Roman St George)

### Épisode 9:Le Prix du sang
- États-Unis : 26 novembre 1985 sur ABC

- Lonette McKee (Hillary)
- Maureen Anderman (Ellen)
- Jimmy Ray Weeks (Partland)
- James Rebhorn (Paul Manning)

### Épisode 10:Résurrection
- États-Unis : 3 décembre 1985 sur ABC

- Paul Dooley (Bryce Taylor)
- Earl Hindman (Sergent Clayton)
- Dick Latessa (Camaris)
- Kasi Lemmons (Lydia Wilson)
- Robert Tessier (Conan)
- D.B. Sweeney (Rick)

### Épisode 11:Affaires internes
- États-Unis : 17 décembre 1985 sur ABC

- Richard Jenkins (Tex)
- Bruce MacVittie (Ronny Horgan)
- James Douglas (Phillip Horgan)
- Shirley Knight (Katie Quirk)
- James Handy (Joe Glenn)

### Épisode 12:La Mort en peinture
- États-Unis : 7 janvier 1986 sur ABC

- Robin Groves (Linda Collins)
- Leon Russom (Michael Graves)
- Hansford Rowe (Wilson Renhill)
- Burke Moses (Tony Ristelli)

### Épisode 13:Les Gages du jour
- États-Unis : 14 janvier 1986 sur ABC

- Raymond Serra (Joe Broz)
- Frances McDormand (Mary)
- Erik King (Louis Harper)
- Edward Binns (John Brady)
- Tina Andrews (Willa Harper)
- Mike Starr (Mike Stratus)

### Épisode 14:Une folie très discrète
- États-Unis : 21 janvier 1986 sur ABC

- Robert Hogan (Robertson)
- Maria Holvoe (Anna Maria Kolvo)
- Stefan Schnabel (Docteur Planetz)
- Ron Parady (Jason Tyler)
- Walter Gotell (Max Klaus)

### Épisode 15:Les Dragons
- États-Unis : 4 février 1986 sur ABC

- Stephen McHattie (Corbett)
- Timothy Carhart (Jim Cullen)
- Michael Zaslow (Docteur Alistair Layton)
- Patrice Colihan (Amanda Layton)
- Ellen Holly (Betty Tymes)

### Épisode 16:Un silence pesant
- États-Unis : 11 février 1986 sur ABC

- Phyllis Frelich (Joan Cugell)
- Caitlin O'Heaney (Laura Louise Johnson)
- Mathieu Carrière (Du Pré)
- Philip Kraus (Brad Munson)

### Épisode 17:En lieu sûr
- États-Unis : 14 février 1986 sur ABC

- Ray Baker (Matt Wilson)
- Jaime Sanchez (Jose Perez)
- Joe Silver (Guzman)
- Jimmy Smits (Hector Valdes)
- Victoria Racimo (Madame Rosalez)
- Jeffrey DeMunn (Jacob Zaleski)
- Gerald A. Cooney (Angel)
- Nancy Marchand (Emily Garden)

### Épisode 18:L'Ange de la désolation
- États-Unis : 4 mars 1986 sur ABC

- Shelly Burch (Deidra Carlisle)
- James Patrick Gillis (Marcus Carlisle)
- Jack Coulter (Mitchell Casey)
- Eriq LaSalle (Jeffrey Miller)
- Stuart Burney (Bill Langford)
- Leigh Taylor-Young (Alicia Carlisle)

### Épisode 19:À la folie, pas du tout
- États-Unis : 11 mars 1986 sur ABC

- Greg Mullavey (Walter Nash)
- Jess Osuna (Mike Glinn)
- Ruth Cox (Jean)
- Mike Nussbaum (Gelman)
- Gail Strickland (Mildred Frances)

### Épisode 20:Au bord de la rivière
- États-Unis : 25 mars 1986 sur ABC

- Karen Carlson (Lanore Freemont)
- Paul Sparer (Walter Billingham)
- Carrie Kei Heim (Marcella Harrington)
- Laurie Wilson (Chrissy Pierce)
- John Davidson (Révérend Bobby Freemont)

### Épisode 21:Rage
- États-Unis : 1er avril 1986 sur ABC

- Brad Dourif (Maxie Lyons)
- Christie Houser (Jill Weller)
- Trey Wilson (Jack Weller)
- Adam Philipson (Dan Hurley)
- Rocco Sisto (Eddie Duffy)

### Épisode 22:Les Feux de l'enfer
- États-Unis : 8 avril 1986 sur ABC

- Linda Thorson (Karen Cooper)
- Lucinda Jenney (Melissa Brenner)
- Paul Austin (Wally)
- Mary-Joan Negro (Maggie Petrie)
- Stephen Joyce (Ed Faraday)